# Ефект Куліджа
Ефект Куліджа - в етології і психології термін описує феномен, при якому самці проявляють тривалу високу сексуальну активність відносно кожної нової готової до запліднення самки. Ефект відзначається практично у всіх досліджених в цьому відношенні видів тварин. Еволюційна користь цього явища в тому, що самець може запліднити декількох самок. Самець може активізуватись повторно для успішного запліднення декількох самок, навіть після виснаження.

## Походження терміна
Термін походить від наступного анекдоту. Президент Калвін Кулідж з дружиною відвідали птахоферму. Під час візиту, місис Кулідж запитала фермера, як фермі вдається виробляти так багато фертильних яєць при такому малому числі півнів. Фермер з гордістю пояснив, що його півні виконують свої обов'язки десятки разів на день.
«Можливо, вам варто сказати про це містерові Куліджу», — дотепно зауважила перша леді.
Президент, почувши зауваження, запитав фермера, — «Кожен півень обслуговує кожен раз одну й ту ж курку?»
«Ні», — відповів фермер, «на кожного півня доводиться багато курок.»
«Можливо, вам варто сказати про це місис Кулідж», — відповів президент.

## Емпіричне доведення
Початково, досліди з щурами проводились наступним чином: самець щура розміщувався в велику закриту коробку разом з 4-5 самками в період найсприятливіший для запліднення. Він спарювався з всіма щурихами знов і знов, аж поки не видохся. Не зважаючи на те, що самки продовжували пхати і лизати його спонукаючи до продовження, він не відкликався. З усім тим, коли в коробку додали нову самку він оживився і найшов в собі сили спаритись ще раз з нею. Цей феномен спостерігається не лише на Rattus norvegicus. Можливо, його причиною є збільшення рівня дофаміну і його подальшій дії на лімбічну систему.